# Józef Marek Stadnicki
Jan Marek Stadnicki herbu Szreniawa bez Krzyża (ur. 7 października 1816, zm. 27 kwietnia 1893 w Krakowie) – polski ziemianin, spiskowiec niepodległościowy, zesłaniec.  

## Życiorys
W latach 40. włączył się w ruch spiskowy skupiony wokół Ludwika Mazarakiego. W lutym 1846 roku wezwał chłopów ze swych majątków do zbrojenia się i powstania, obiecując tym, którzy podejmą walkę, przekazanie ziemi na własność. Został aresztowany i uwięziony, początkowo w Kielcach, później przewieziony do Cytadeli Warszawskiej. Został skazany na 2 lata ciężkich robót w 1851 roku. Karę odbył w okręgu tarskim (gubernia tobolska). Do 1856 roku przebywał w Tobolsku. W 1857 roku, na mocy manifestu koronacyjnego cara Aleksandra II, wrócił do Polski i osiedlił się w swoim majątku w Obiechowie. Został członkiem Towarzystwa Rolniczego.
W 1867 roku nabył – wspólnie z bankierem Wincentym Marcinem Kirchmeyerem – majątek Swoszowice (wtedy pod Krakowem), który przekształcał w uzdrowisko. Ostatnie lata życia spędził w Krakowie. Po śmierci został pochowany na cmentarzu Rakowickim.

## Życie rodzinne
Był synem Józefa Stadnickiego, brata Jana Kantego, i Eleonory z domu Dembińskiej. Ożenił się z Urszulą Julią Agnieszką Fundament-Karśnicką z Wielkich i Małych Karsznic h. Jastrzębiec, z którą miał córkę Józefę, późniejszą żonę Aleksandra Józefa Janoty-Bzowskiego, wnuka Jacka Bzowskiego.